# Shakori Indijanci
Shakori (Shocco, Shoccories), Pleme američkih Indijanaca porodice Siouan sa Shocco i Big Shocco Creeka u današnjim okruzima Vance, Warren i Franklin u Sjevernoj Karolini. Shakori su često mijenjali svoje boravište i uglavnom su bili u društvu s plemenima Eno i Adshusheer, s kojima im je zajednička popualacija, prema Mooneyu (1928.) iznosila oko 1500 (1600.). W. J. McGee s rezervom ih uz Warrennuncock, Sissipahaw, Cape Fear, Adshusheer, Eno, Waxhaw i Sugeree klasificira široj grupi Catawba. Swanton smatra da su Shakori svoje ime dali provinciji Chicora koju je 1521. posjetio Lucas Vazquez de Ayllon. John Lederer ih 1672. nalazi 14 milja od Eno Indijanaca, a Lawson ih 1701. opaža na rijeci Eno zajedno s Eno Indijancima u jednom zajedničkom selu zvanom Adshusheer. Shakori će negdje 1716. zajedno s Eno Indijancima povući na jug, u Južnu Karolinu gdje su se po svoj prilici udružili s Catawba Indijancima. 
Potomcima Shakora vjerojatno su Chicora Indijanci iz Južne Karoline, organizirani u federalno nepriznata plemena: Chicora-Siouan Indian People ili Chicora Shakori (središte u Andrewsu) i Chicora Waccamaw (središte u Conwayu)

## Vanjske poveznice
- Shakori Indian Tribe History